# Rhamphomyia vittata
Rhamphomyia vittata är en tvåvingeart som beskrevs av Friedrich Hermann Loew 1862. Rhamphomyia vittata ingår i släktet Rhamphomyia och familjen dansflugor. Inga underarter finns listade i Catalogue of Life.